# PlayStation 5
PlayStation 5 (яп. プレイステーション5 Пурэйсутэ:сён Файбу,  официальное сокр. PS5) — игровая приставка, разработанная и выпускаемая Sony Interactive Entertainment. PlayStation 5 является представительницей семейства игровых консолей PlayStation и преемницей PlayStation 4.
Разработка была официально подтверждена в октябре 2018 года. Название PlayStation 5 официально было озвучено лишь в октябре 2019 года, до этого устройство обозначалось просто как «консоль следующего поколения». Старт продаж состоялся 12 ноября 2020 года в США, Канаде, Мексике, Южной Корее, Японии, Австралии и Новой Зеландии, а 19 ноября 2020 года и в остальных регионах.
В отличие от своей предшественницы, PlayStation 5 вместо жёсткого диска использует модифицированный твердотельный накопитель (SSD) — включающий алгоритм сжатия и декомпрессии Oodle Kraken и систему кодирования текстур Oodle Texture. Новая подсистема ввода/вывода позволяет значительно улучшить общую производительность консоли — по заявлениям ведущего архитектора Марка Серни, декомпрессор Kraken эквивалентен по мощности 9 ядрам Zen 2. Также SSD теперь может быть использован в качестве виртуальной ОЗУ — таким образом, PS5 может располагать большим объёмом оперативной памяти, нежели заявленные 16 ГБ. Устройство включает кастомный APU от AMD, который поддерживает технологию трассировки лучей, вывод изображения с разрешением 4K и частотой кадров до 120 Гц.
Главным конкурентом PlayStation 5 среди игровых платформ нового поколения стала приставка из серии Xbox от Microsoft — Xbox Series X.

## История разработки
22 мая 2018 года во время официального мероприятия Sony для инвесторов на тот момент президент и генеральный директор Sony Interactive Entertainment Джон Кодера в интервью The Wall Street Journal предположил, что «следующий большой скачок для бренда PlayStation состоится не ранее марта 2021 года». В октябре 2018 года в интервью британской газете Financial Times президент корпорации Sony Кэнъитиро Ёсида на фоне усиливающихся слухов о PlayStation 5 подтвердил факт разработки приставки нового поколения. Менее чем через полгода, 16 апреля 2019 года, в эксклюзивном интервью американскому журналу Wired Марк Серни раскрыл первые подробности о новом поколении PlayStation. По его словам, разработка на тот момент велась уже около четырёх лет, и Sony начала предоставлять девкиты отдельным игровым студиям.
В то же время, в ежедневной тайваньской газете DigiTimes было сообщено, что, согласно её отраслевым источникам, производство отдельных компонентов будущей консоли должно начаться в третьем квартале 2020 года.
В июне 2019 года генеральный директор Sony Interactive Entertainment Джим Райан в интервью сайту CNET заявил, что приставка сможет выводить на экран изображение с разрешением 4K и кадровой частотой 120 Гц. Позднее, в октябре, Джим Райан официально подтвердил название новой приставки как PlayStation 5. Добавив, что поступление в продажу планируется в конце 2020 года на предпраздничный сезон. В октябре 2019 года Sony зарегистрировала торговую марку PlayStation 5, также были зарегистрированы торговые марки для консолей следующих поколений: PS6, PS7, PS8, PS9 и PS10.
7 января 2020 года Sony представила на выставке CES 2020 официальный логотип PS5.
11 июня 2020 года состоялась презентация первых эксклюзивных игр для PlayStation 5. Был показан дизайн приставки и некоторых аксессуаров к ней. 17 сентября 2020 состоялась большая конференция Sony, где официально представили приставку и назвали даты поступления в продажу: 12 ноября 2020 года для США, Канады, Мексики, Южной Кореи, Японии, Австралии и Новой Зеландии, а 19 ноября 2020 года для всего остального мира.
10 сентября 2024 года Sony анонсировала PRO версию своей консоли, которая отличалась от оригинальной наличием более мощного графического чипа, увеличенным количеством памяти, и улучшенной поддержкой трассировки лучей. Трансляция презентации модели собрала рекордное для консоли количество дизлайков — основной негатив у зрителей вызвало отсутствие привода для дисков в базовой комплектации и отсутствие инноваций при повышенной стоимости консоли.

## Технические характеристики

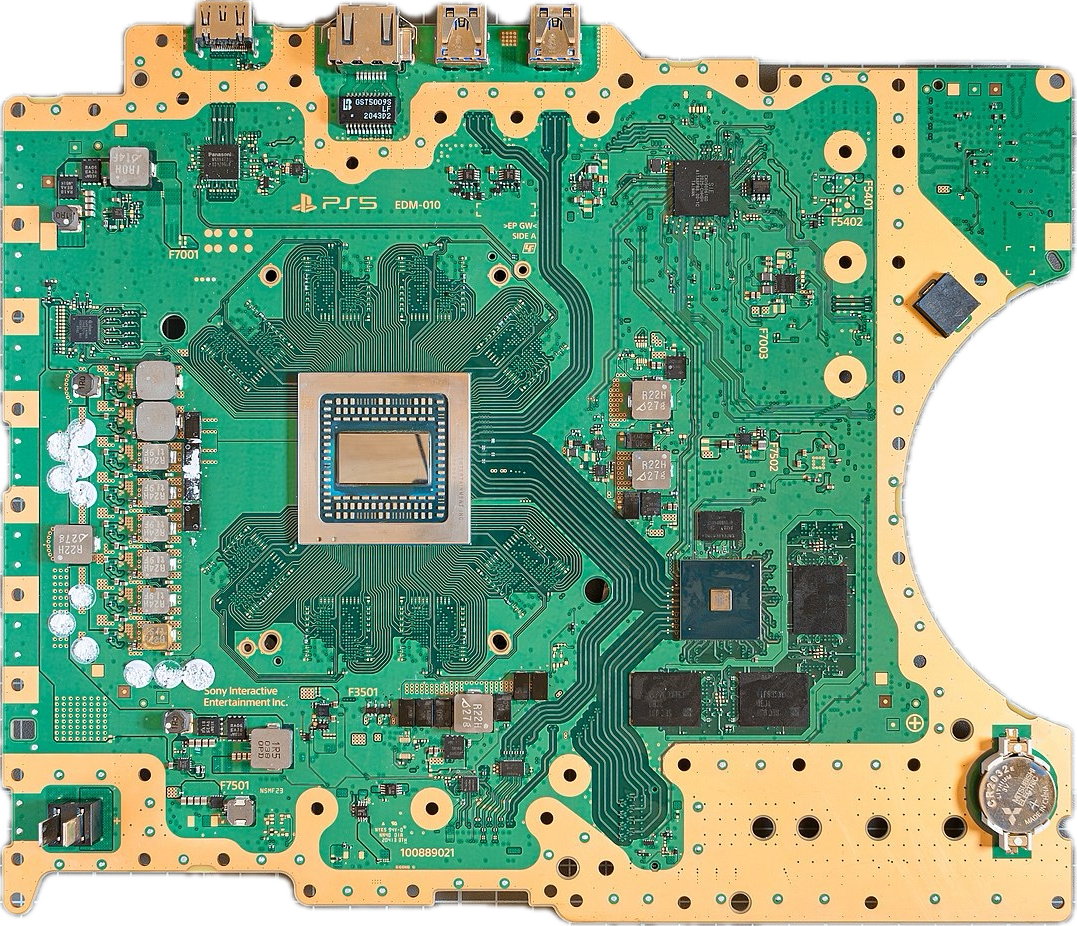
Материнская плата PlayStation 5

### Центральный процессор
Для PlayStation 5 разработан новый модифицированный 8-ядерный/16-поточный центральный процессор AMD Ryzen.
Рабочая частота процессора 3,5 ГГц. Для сравнения — частота ЦП в PS4 составляла 1,6 ГГц, в PS4 Pro 2,1 ГГц.

### Графический процессор
В качестве графического процессора консоли используется новый кастомный чип семейства Radeon Navi с архитектурой RDNA 2(второго поколения) и производительностью 10,3 TFLOPS — без учёта вычислительных блоков, отвечающих за трассировку лучей. Частота графического ядра составляет 2,23 ГГц.
Работа чипа на таких высоких частотах заставила инженеров Sony применить жидкий металл в системе охлаждения новой консоли.
Для сравнения — мощность графики в PS4 составляла 1,8 TFLOPS, в PS4 Pro 4,2 TFLOPS.
При этом, показатели частоты процессора и TFLOPS не отражают всех архитектурных нововведений — поэтому сравнение PS5 с PS4 и PS4 Pro в данном контексте условно.
В консоли реализована поддержка технологии трассировки лучей. И центральный, и графический процессоры PlayStation 5 построены на технологическом процессе 7-нм.

### Звуковой процессор
Процессор Tempest Engine — это по сути GPU от AMD и Sony, перемоделированный для обработки звука. По словам Марка Серни, в плане SIMD-мощности (принцип вычислений) он сопоставим со всеми 8 ядрами Jaguar на PS4 вместе взятыми. Также было сказано, что разработчики, которые не захотят заниматься просчётом «сотен источников звука», смогут перенаправить ресурс звукового чипа на работу с графикой и искусственным интеллектом игровых персонажей.

### Остальные спецификации
Для PlayStation 5 было принято решение отказаться от жёстких дисков в пользу более производительных и быстрых SSD. Таким образом, приставка сможет считывать данные с накопителя и загружать игровые уровни гораздо быстрее, чем это могли предыдущие представители семейства PlayStation. На проведённой онлайн-конференции 8 марта 2020 года стало известно, что новая консоль получит SSD-накопитель с 825 ГБ памяти, чья пропускная способность составит от 5,5 до 9 ГБ в секунду.
Как сообщает японское издание Famitsu, SSD в PS5 будет модифицированным и оснащён специальным чипом от AMD.
Также SSD будет использоваться как виртуальная оперативная память для объёмных файлов — таким образом планируется увеличить общий объём оперативной памяти. Пользователь получит возможность увеличить объём внутренней памяти путём подключения ещё одного SSD. Переход на твердотельные накопители также должен уменьшить размер, который занимают игры: теперь разработчикам не придётся дублировать данные для ускорения загрузки.
PlayStation 5 получила 16 ГБ оперативной памяти нового стандарта GDDR6 с пропускной способностью 448 ГБ в секунду.
PlayStation 5 имеет оптический привод Ultra HD Blu-ray и использует диски Blu-ray объёмом до 100 ГБ. Приставка предоставляет владельцу больший контроль над процессом установки — он сможет выбирать, какие части игры установить, а какие нет: например, установить только многопользовательскую часть и не устанавливать ненужную игроку однопользовательскую, или, например, установить игру целиком, а потом удалить пройденную часть. В презентации для инвесторов, состоявшейся 31 марта 2019 года, было указано на планируемую интеграцию в PS5 облачных игровых сервисов. В этом случае пользователю не нужно будет что либо скачивать или устанавливать на свою консоль — доступ к игровому контенту будет осуществляться через интернет.
Также новая консоль поддерживает режим высокого цветового диапазона HDR10+.
По словам Марка Серни, в сравнении с PlayStation 4 изменился и интерфейс главного меню — чтобы игрок мог знать, что происходит в играх, даже не запуская их. Так, для многопользовательских игр меню приставки может показывать список матчей, к которым можно присоединиться, для однопользовательских — задания, которые может выполнить игрок и награды за них.
По утверждениям DigiTimes, производство APU для PS5 началось в третьем квартале 2020 года на фабриках контрактного производителя чипов TSMC.
Корпусированием и тестированием новых игровых систем, согласно данным того же издания, занимались компании Advanced Semiconductor Engineering и Siliconware Precision Industries.
В мае 2021 года Sony объявила о заключении партнёрских отношений с мессенджером Discord. Приложение для общения игроков планировалось сделать частью экосистемы PlayStation в начале 2022 года, однако это произошло лишь в марте 2023 года.

## Дизайн

### Консоль
PlayStation 5 выполнена в чёрном цвете с белыми накладками. Консоль доступна для покупки в двух разных изданиях: версия без дисковода — Digital Edition и базовая версия с приводом для чтения дисков.
Габариты приставки:
- С дисководом — 39 х 11 х 25 см, вес 4,5 кг;
- Без дисковода — 39 х 9,5 х 25 см, вес 4 кг.

### Геймпад
Новый контроллер PlayStation 5 получил новое название — DualSense. Журналист Wired Питер Рубин отметил, что геймпад немного тяжелее своих предшественников, и что в нём есть небольшое отверстие для микрофона, а также разъём USB Type-C для зарядки. Другой характерной особенностью контроллера являются «адаптивное нажатие» курков — кнопок L2 и R2 на задней стороне геймпада: у разработчиков игр будет возможность программно регулировать сопротивление этих кнопок при нажатии. Чтобы пользователь, например, мог почувствовать натяжение тетивы лука или различия при стрельбе из дробовика и пистолета.
Геймпад также содержит принципиально новую систему вибрации «Haptic Feedback». Вместо классических вибромоторов теперь новый геймпад оснащён «высоко программируемыми исполнительными механизмами звуковой катушки», которые дают детальную погружённость и разнообразные ощущения. Например, при движении персонажа по различным типам поверхностей.
В августе 2022 года Sony представила контроллер DualSense Edge, имеющий более модульную конструкцию, чем обычный DualSense, поддержку нескольких профилей управления и дополнительные кнопки.

## Игры и обратная совместимость
Для PlayStation 5 заявлена обратная совместимость c консолью предыдущего поколения PlayStation 4 — «подавляющее большинство» игр для PlayStation 4 можно запустить и на PlayStation 5. В сентябре 2020 года руководитель Sony Interactive Entertainment Джим Райан заявлял, что из «нескольких тысяч игр», проверенных на обратную совместимость с PlayStation 4, на следующей консоли будут работать «99%».
При этом игры для PS4 работают на PS5 с повышенной скоростью выполнения операций, что обеспечивает для них более стабильную частоту смены кадров и, возможно, более высокое разрешение экрана. Такой совместимости удалось добиться как благодаря относительному сходству в архитектуре двух консолей, так и благодаря добавлению в графический процессор дополнительных логических элементов.
Для используемого в PS5 центрального процессора предусмотрены алгоритмы, позволяющие ему имитировать работу центрального процессора Jaguar из PS4.
По словам Марка Серни, сложность здесь представляла не логика игр, сколько синхронизация команд во времени: чтобы добиться качественной эмуляции разработчики сотрудничали с компанией AMD.
PS5 не является обратно совместимой с приставками предыдущих поколений семейства PlayStation до четвёртого, то есть с PlayStation, PlayStation 2 и PlayStation 3.
По сообщению Eurogamer, с 13 июля 2020 года все новые игры для PlayStation 4, представляемые на сертификацию в Sony, должны были проходить обязательную проверку на совместимость и для PlayStation 5. И такая совместимость должна была быть гарантирована для всех последующих патчей и обновлений.
В октябре 2020 года Sony провела проверку сохранений в играх, вышедших для PlayStation 4, на предмет совместимости с новой консолью. По результатам теста только 10 проектов не получат обратную совместимость. Также в ноябре 2020 года стало известно, что японская компания будет выпускать «кроссген-игры» в течение 3-х лет с момента запуска продаж PS5.
Для новой консоли предусматривается совместимость со шлемом виртуальной реальности PlayStation VR. Также в начале 2021 года Sony официально анонсировала PlayStation VR2. Усовершенствованная система виртуальной реальности вышла 22 февраля 2023 года эксклюзивно для PlayStation 5.
В мае 2023 года компания представила компактную консоль Project Q для запуска игр в разрешении 1080p с частотой 60 кадров в секунду с PlayStation 5 при помощи Wi-Fi через функцию Remote Play. Устройство оснащено восьмидюймовым IPS-дисплеем и встроенным контроллером с функциями геймпада DualSense для PS5. Стоимость приставки оценили в 300 долларов.
В июне 2023 года Sony запустила в тестовом режиме сервис потоковой передачи игр на PS5. Он доступен на PC, macOS, смартфонах iOS и Android, при этом PS5 используется в качестве хоста.

## Старт продаж и цена
На презентации Sony 16 сентября 2020 года была объявлена стоимость консоли на старте продаж. Для США цена составила 399/499 $ за версию без дисковода и с ним, соответственно, для Европы (кроме Великобритании — 359/459 £) 399/499 €, а для Японии 39 980 и 49 980 ¥. В России цена на старте продаж составила 36 990 и 45 990 ₽, однако с 1 апреля 2021 года повысилась до 40 990 и 49 990 ₽ соответственно.
Заявленная цена, при этом, не отражает стоимость «железа» и затраты на производство — с каждой проданной PS5 японская компания будет терять примерно 180 долларов.
Также было объявлено, что предзаказы начнутся уже на следующий день, однако вечером того же 16 сентября некоторые ритейлеры в США и Великобритании начали принимать предзаказы, что вызвало огромный ажиотаж и неразбериху, так как запасы многих магазинов были распроданы за считанные минуты. Sony извинились за этот инцидент и пообещали дать магазинам больше консолей для предзаказов до конца 2020 года.
Некоторые магазины в России также начали принимать предзаказы без каких-либо заявлений, что вызвало огромное количество проблем. Так у ритейлера «М.Видео» была ошибка, которая позволяла предзаказать консоль через фирменное приложение до официального старта приёма предзаказов, а сайт магазина Sony стал недоступен меньше чем через полчаса после открытия предзаказов.
Версия без дисковода, как и во всём мире, была распродана в первый день.

### Продажи
За несколько дней до старта продаж, а именно 5 ноября 2020, ведущий продюсер SIE Content Communications Сид Шуман в блоге PlayStation рассказал о том, что в день начала продаж (12 или 19 ноября — в зависимости от региона) консоль можно будет приобрести только в интернет-магазинах, чтобы обезопасить покупателей и сотрудников в связи с пандемией COVID-19.
12 ноября 2020 года в США, Канаде, Мексике, Южной Корее, Японии, Австралии и Новой Зеландии начались продажи PlayStation 5. Первые покупатели сообщили о различных проблемах, в частности при подключении внешних накопителей, из-за которых операционная система консоли могла вылететь и показать сообщение о повреждении базы данных. Игроки также заметили, что после кратковременной работы консоли система отказывалась реагировать на кнопку включения. В будущем все эти проблемы удалось решить с помощью обновлений программного обеспечения.
По информации Famitsu, за первые четыре дня (12—15 ноября) в Японии было продано 120 тысяч консолей PlayStation 5.
К октябрю 2021 года во всем мире Sony смогла продать более 13 млн новых приставок. Совокупные продажи консолей главного конкурента Xbox Series X/S, за этот же период, составили примерно 8 млн.
Таким образом, тренд на преимущество игровых систем Sony и в новом поколении продолжил свой рост.
В июне 2022 года стало известно, что количество проданных консолей превысило 20 млн. В феврале 2023 года портал Engadget сообщил об отгрузке Sony 32,3 млн консолей.
За первый квартал 2023 года Sony отправила на рынок 6,3 млн консолей PlayStation 5; таким образом, суммарно было реализовано 38,6 млн приставок.
В феврале 2025 года Sony сообщила в квартальном отчете, что продажи консолей PlayStation 5 превысили 75 млн единиц. В августе 2025 года Sony сообщила, что продажи PlayStation 5 превысили 80 млн единиц.

### Коллекционные издания приставок
Ограниченные партии PS5 Digital Edition и PS5 Pro с серыми корпусами и специальным брендингом в цветах классической приставки поступили в продажу с 21 ноября 2024 года в честь 30-летия бренда. Также были доступны похожие брендированные PlayStation DualSense, DualSense Edge и PlayStation Portal.